# Rockaway Park Shuttle
La navetta Rockaway Park Shuttle è una navetta della metropolitana di New York, che collega la parte ovest della penisola di Rockaway, con capolinea presso Rockaway Park-Beach 116th Street, alla stazione di Broad Channel, servita dalla linea A. Come le altre due navette della rete, è indicata con il colore grigio ardesia scuro e la lettera S.
Internamente, la Metropolitan Transportation Authority utilizza la lettera H per indicarla, così da distinguerla dalle altre due navette, 42nd Street Shuttle e Franklin Avenue Shuttle, indicate rispettivamente con il numero 0 e la lettera S.

## Storia

### 1950-1989
L'attuale navetta Rockaway Park Shuttle non è altro che l'ultima iterazione della navetta Rockaway Shuttle, attivata il 28 giugno 1956, in concomitanza con l'apertura della nuova linea IND Rockaway. All'epoca, si occupava del servizio nelle ore di morbida e nei fine settimana tra Euclid Avenue e Far Rockaway-Mott Avenue o Rockaway Park-Beach 116th Street. Inoltre, in origine, la navetta non disponeva di alcuna lettera per l'identificazione sulle mappe, sui treni invece potevano essere visti alcune volte i simboli delle linee A o E.
Successivamente, dal 1º febbraio 1962, la navetta iniziò ad essere indicata nei treni e nelle mappe con la doppia lettera HH. Dal 26 novembre 1967 al 10 settembre 1972, il colore assegnatole fu il rosso, il servizio era invece così strutturato: la navetta era attiva nelle ore di morbida e nei fine settimana tra Rockaway Park e Euclid Avenue o Broad Channel, mentre alcune corse pomeridiane si occupavano del servizio tra Far Rockaway e Euclid Avenue. Il servizio a tarda notte e inizio mattina da e verso Euclid Avenue venne poi esteso approssimativamente tra mezzanotte e le sei del mattino, ovvero le ore in cui la linea A non arrivava fino a Far Rockaway. In quella fascia oraria il servizio si strutturava così: i treni andavano dalla stazione di Euclid Avenue a quella di Rockaway Park, da questa si dirigevano poi, per mezzo del raccordo Hammels Wye, verso Far Rockaway e ritornavano infine alla stazione di partenza; questo tipo di servizio valse alla navetta il soprannome informale di Rockaway Round-Robin.
Tra l'11 settembre 1972 e il 29 agosto 1976, le corse della navetta furono unite a quelle della linea E ed estese durante le ore di punta a Jamaica-179th Street, sulla linea IND Queens Boulevard. In seguito, le corse furono invece accorpate alla linea CC ed estese nelle ore di punta fino a Bedford Park Boulevard, sulla linea IND Concourse. Poi, nel 1985, con l'eliminazione delle doppie lettere, alla navetta fu assegnata la lettera H su sfondo blu.

### 1990-presente
Nel 1993, la linea A venne estesa alla stazione di Far Rockaway e di conseguenza il percorso della navetta fu modificato in quello attuale, cioè tra Broad Channel e Rockaway Park-Beach 116th Street. Il nome della navetta divenne Rockaway Park Shuttle e le fu anche assegnata l'attuale lettera S.
Nell'ottobre del 2012, dopo il passaggio dell'uragano Sandy, la navetta venne sospesa a causa dei danni che la tempesta aveva provocato sulla linea IND Rockaway, in particolare tra Broad Channel e Howard Beach e tra Beach 90th Street e Rockaway Park. Per sopperire alla mancanza del servizio nella penisola, la MTA decise il 20 novembre 2012 di attivare una navetta gratuita tra le stazioni di Far Rockaway e Beach 90th Street; questa navetta era indicata con una H su sfondo blu, ovvero il simbolo in uso sino al 1993. Il 30 maggio 2013 la navetta Rockaway Park Shuttle è stata riattivata e il servizio gratuito H eliminato.

## Il servizio
Come il resto della rete, la navetta Rockaway Park Shuttle è sempre attiva, 24 ore al giorno, sette giorni su sette. Ferma in 5 stazioni ed ha un tempo di percorrenza di 10 minuti circa, con frequenze che variano dai 15 minuti delle ore di punta ai 20 minuti delle ore notturne.
Possiede interscambi con la linea A della metropolitana di New York e con alcune linee automobilistiche gestite da MTA Bus.

### Le stazioni servite
| Stazione                         |  | Interscambi con la metropolitana | Altri Interscambi |
| -------------------------------- |  | -------------------------------- | ----------------- |
| Queens                           |  |                                  |                   |
| Broad Channel                    |  | A                                | MTA Bus           |
| Beach 90th Street                |  | A (solo ore di punta)            | MTA Bus           |
| Beach 98th Street                |  | A (solo ore di punta)            | MTA Bus           |
| Beach 105th Street               |  | A (solo ore di punta)            | MTA Bus           |
| Rockaway Park-Beach 116th Street |  | A (solo ore di punta)            | MTA Bus           |

## Il materiale rotabile
Sulla navetta Rockaway Park vengono utilizzate carrozze R46, prodotte dalla Pullman Company negli anni 1970 e successivamente revampizzate angli inizi degli anni 1990. Le carrozze a disposizione della navetta sono in totale 12, assemblate a formare 3 treni, mentre il deposito assegnatole è quello di Pitkin.